# 14e arrondissement de Paris
Le 14e arrondissement de Paris est l'un des vingt arrondissements de la capitale française. Il est situé sur la rive gauche de la Seine, dans le sud de la ville. Il englobe des quartiers qui faisaient autrefois partie de Gentilly et de Montrouge. Il touche au nord le 5e arrondissement et le 6e arrondissement, à l'est le 13e arrondissement et à l'ouest le 15e arrondissement. Au sud se trouvent les communes de Gentilly, de Montrouge et de Malakoff.
Aux termes de l'article R2512-1 du Code général des collectivités territoriales (partie réglementaire), il porte également le nom d'« arrondissement de l'Observatoire », mais cette appellation est rarement employée dans la vie courante.

## Historique

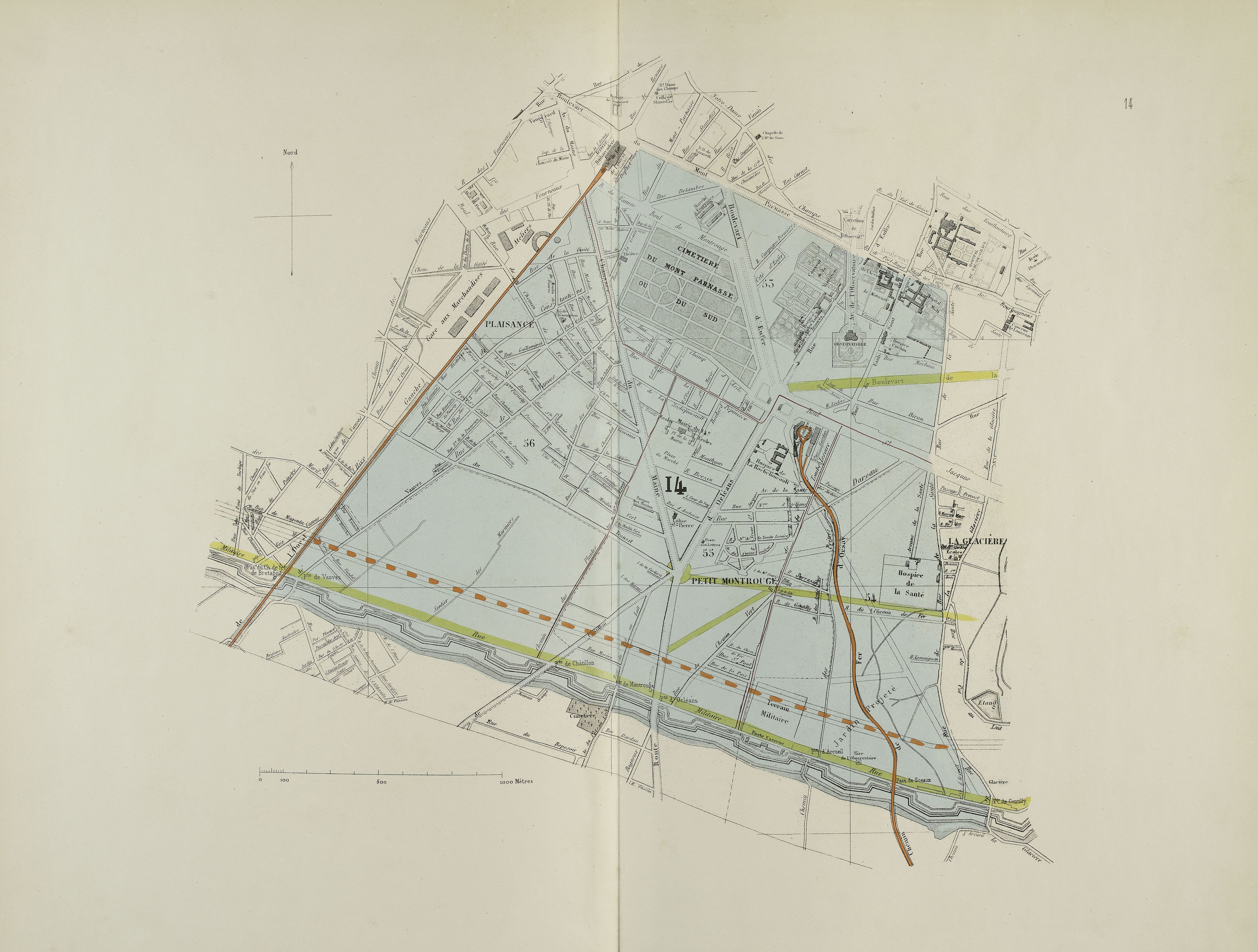
Ancien plan du 14e arrondissement (1868) par Eugène Andriveau-Goujon.

Les limites actuelles du 14e arrondissement datent de 1860, à la suite de la loi du 16 juin 1859 donnant lieu à un nouveau découpage de Paris en vingt arrondissements. Elles comprennent une petite partie des anciens 11e et 12e arrondissements. L'intégralité du Petit-Montrouge (où se trouvaient notamment les ateliers de l’abbé Migne), qui représentait alors les trois-quarts de la commune de Montrouge est annexé à Paris, de même qu'une partie de Gentilly, à l’est, du côté de la ferme Sainte-Anne et de la Santé. La partie ouest de l'arrondissement, le quartier de Plaisance provient d'une partie de Montrouge, d'une partie de Vaugirard, d'une partie de Vanves (Malakoff n'existe pas en 1860).

## Politique
Les personnalités exerçant une fonction élective dont le mandat est en cours et en lien direct avec le territoire du 14e arrondissement de Paris sont les suivantes :
| Élection     | Territoire                                                 | Titre              | Nom            | Tendance politique | - | Début de mandat | Fin de mandat |
| ------------ | ---------------------------------------------------------- | ------------------ | -------------- | ------------------ | - | --------------- | ------------- |
| Municipales  | 14e arrdt de Paris                                         | Maire du 14e arrdt | Carine Petit   | G•s                |   | juillet 2020    | 2026          |
| Municipales  | Ville de Paris (10 conseillers de Paris dans le 14e arrdt) | Maire de Paris     | Anne Hidalgo   | PS                 |   | juillet 2020    | 2026          |
| Législatives | 10e circonscription - 14e sud                              | Député             | Rodrigo Arenas | LFI                |   | 18 juillet 2024 | 2029          |
| Législatives | 11e circonscription - 14e ouest et nord                    | Députée            | Céline Hervieu | PS                 |   | 18 juillet 2024 | 2029          |

- Administré par la majorité municipale RPR-UDF-CNI autour de Lionel Assouad entre 1983 et 2001, le 14e arrondissement est passé au Parti socialiste lors d'un duel entre Nicole Catala (RPR) et Pierre Castagnou (PS) qui l'a emporté avec près de 54 % des voix.

- Au XIXe siècle, Victor Gavrel fut maire sous le Second Empire. Jules Martelet, Alfred-Edouard Billioray et Baptiste Descamps furent élus lors des élections du 26 mars 1871 membres de la Commune de Paris. Ils administrèrent l'arrondissement jusqu'au 24 mai 1871, faisant fonction de maires avec une commission municipale. Une plaque rappelant le nom de ces trois élus a été apposée en mairie en 2011.

### Représentation politique
| Secteur       | Arrondissement | Conseillers de Paris | Conseillers de Paris | Conseillers de Paris | Conseillers d'arrondissement | Conseillers d'arrondissement | Conseillers d'arrondissement | Nombre d'élus par arrondissement | Nombre d'élus par arrondissement | Nombre d'élus par arrondissement | Habitants par conseiller de Paris | Habitants par conseiller de Paris |
| Secteur       | Arrondissement | de 1983 à 2014       | de 2014 à 2020       | depuis 2020          | avant 2014                   | de 2014 à 2020               | depuis 2020                  | avant 2014                       | de 2014 à 2020                   | depuis 2020                      | en 2015,                          | en 2021,                          |
| ------------- | -------------- | -------------------- | -------------------- | -------------------- | ---------------------------- | ---------------------------- | ---------------------------- | -------------------------------- | -------------------------------- | -------------------------------- | --------------------------------- | --------------------------------- |
| Paris Centre  | 1er            | 3                    | 1                    | 8                    | 10                           | 10                           | 16                           | 13                               | 11                               | 24                               | 16 545                            | 12 269                            |
| Paris Centre  | 2e             | 3                    | 2                    | 8                    | 10                           | 10                           | 16                           | 13                               | 12                               | 24                               | 10 398                            | 12 269                            |
| Paris Centre  | 3e             | 3                    | 3                    | 8                    | 10                           | 10                           | 16                           | 13                               | 13                               | 24                               | 11 683                            | 12 269                            |
| Paris Centre  | 4e             | 3                    | 2                    | 8                    | 10                           | 10                           | 16                           | 13                               | 12                               | 24                               | 13 573                            | 12 269                            |
| 5e            | 5e             | 4                    | 4                    | 4                    | 10                           | 10                           | 10                           | 14                               | 14                               | 14                               | 14 833                            | 14 210                            |
| 6e            | 6e             | 3                    | 3                    | 3                    | 10                           | 10                           | 10                           | 13                               | 13                               | 13                               | 14 143                            | 13 403                            |
| 7e            | 7e             | 5                    | 4                    | 4                    | 10                           | 10                           | 10                           | 15                               | 14                               | 14                               | 13 533                            | 11 987                            |
| 8e            | 8e             | 3                    | 3                    | 3                    | 10                           | 10                           | 10                           | 13                               | 13                               | 13                               | 12 231                            | 11 708                            |
| 9e            | 9e             | 4                    | 4                    | 4                    | 10                           | 10                           | 10                           | 14                               | 14                               | 14                               | 14 852                            | 14 738                            |
| 10e           | 10e            | 6                    | 7                    | 7                    | 12                           | 14                           | 14                           | 18                               | 21                               | 21                               | 13 110                            | 11 935                            |
| 11e           | 11e            | 11                   | 11                   | 11                   | 22                           | 22                           | 22                           | 33                               | 33                               | 33                               | 13 621                            | 12 962                            |
| 12e           | 12e            | 10                   | 10                   | 10                   | 20                           | 20                           | 20                           | 30                               | 30                               | 30                               | 14 234                            | 14 095                            |
| 13e           | 13e            | 13                   | 13                   | 13                   | 26                           | 26                           | 26                           | 39                               | 39                               | 39                               | 14 094                            | 13 719                            |
| 14e           | 14e            | 10                   | 10                   | 10                   | 20                           | 20                           | 20                           | 30                               | 30                               | 30                               | 13 999                            | 13 637                            |
| 15e           | 15e            | 17                   | 18                   | 18                   | 34                           | 36                           | 36                           | 51                               | 54                               | 54                               | 13 055                            | 12 653                            |
| 16e           | 16e            | 13                   | 13                   | 13                   | 26                           | 26                           | 26                           | 39                               | 39                               | 39                               | 12 730                            | 12 466                            |
| 17e           | 17e            | 13                   | 12                   | 12                   | 26                           | 24                           | 24                           | 39                               | 36                               | 36                               | 14 044                            | 13 701                            |
| 18e           | 18e            | 14                   | 15                   | 15                   | 28                           | 30                           | 30                           | 42                               | 45                               | 45                               | 13 172                            | 12 563                            |
| 19e           | 19e            | 12                   | 14                   | 14                   | 24                           | 28                           | 28                           | 36                               | 42                               | 42                               | 13 261                            | 12 973                            |
| 20e           | 20e            | 13                   | 14                   | 14                   | 26                           | 28                           | 28                           | 39                               | 42                               | 42                               | 13 968                            | 13 558                            |
| Nombre d'élus | Nombre d'élus  | 163                  | 163                  | 163                  | 354                          | 364                          | 340                          | 517                              | 527                              | 503                              | 13 537                            | 13 087                            |

- Sous-représentation supérieure de 5 % à la moyenne.
- Sur-représentation supérieure de 5 % à la moyenne.

### Mairie du14earrondissement

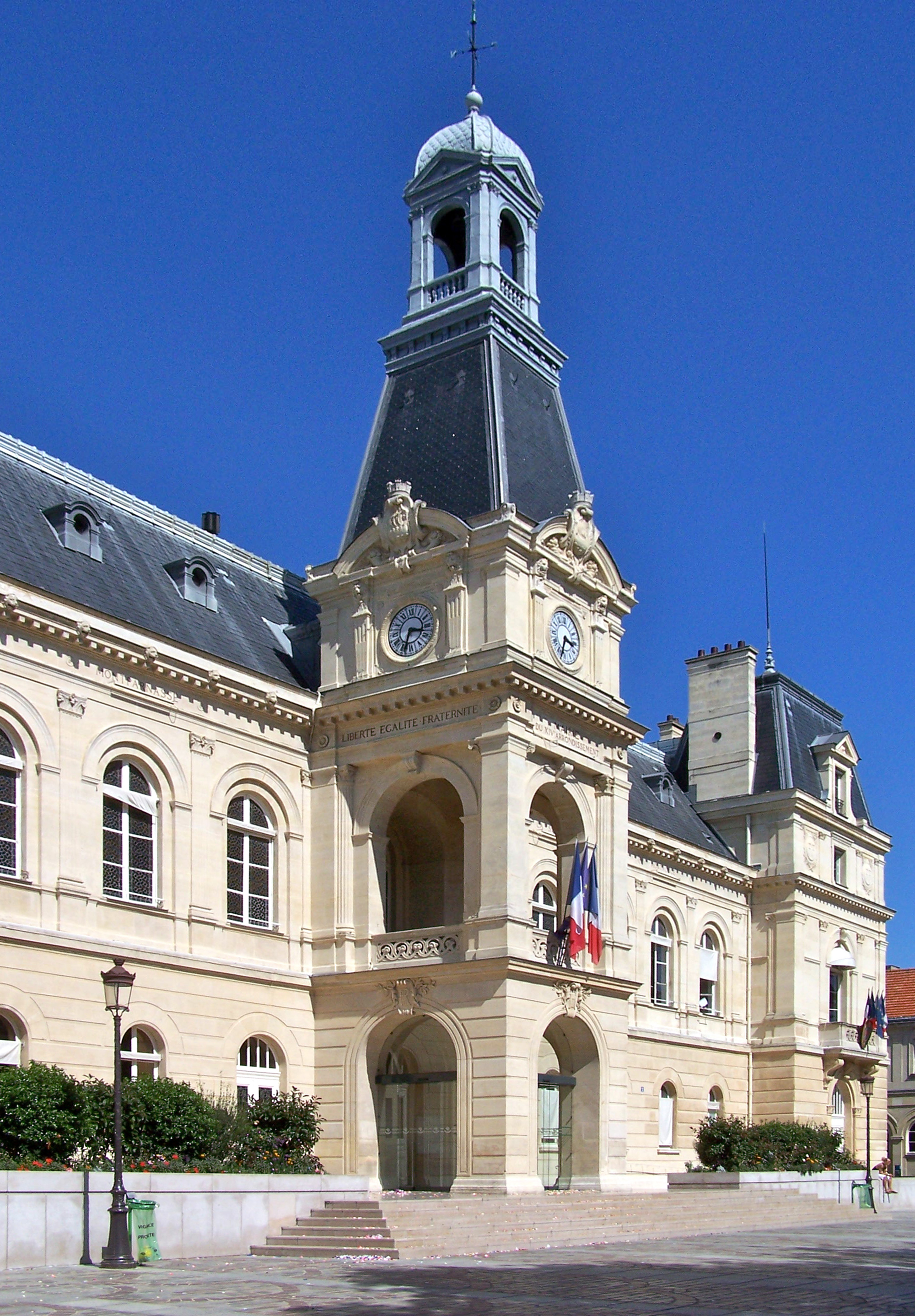
La mairie du 14e arrondissement de Paris.

Carine Petit (PS puis G•s puis EELV) est la maire du 14e arrondissement de Paris depuis mars 2014.
| Élection  | Identité                         | Parti                 | Notes |
| --------- | -------------------------------- | --------------------- | --- |
| 1860      | Alexandre Dareau                 |                       | Maire de Montrouge dès 1843, puis du 14e jusqu'en 1865. Une rue porte son nom.                                                  |
| 1866      | Marie-Philibert-Messidor Boullée |                       | Mort le 31 mai 1881 |
| 1870      | Henri Leneveux                   |                       | Après le 4 septembre (IIIe République). Une rue porte son nom.                                                                  |
| 1870      | Élie Ducoudray                   |                       | Démissionne en octobre 1870. |
| 1870      | Louis Asseline                   |                       | Nommé le 20 octobre 1870, il est reconduit à l'issue des élections municipales de novembre puis démissionne le 17 février 1871. |
| 1871      | Edmond Cherouvrier (de)          |                       | Compositeur (2e prix de Rome), nommé le 12 août 1871, confirmé le 25 mars 1874. Fin de mandat en 1879.                          |
| 1879      | Charles Divry                    |                       | Le 27 février 1879. |
| 1884      | Philippe Lazies                  |                       | Le 28 mai 1884. |
| 1890      | Alfred Bizot                     |                       | Le 2 août 1890. Né en 1836, mort le 3 septembre 1898.                                                                           |
| 1898      | Édouard Jacques                  |                       | Ancien député. Nommé le 20 septembre 1898, jusqu'à sa mort le 14 juin 1900. Une rue porte son nom.                              |
| 1900      | François Hercule Gaston Macqret  |                       | Médecin né en 1851. Nommé le 1er octobre 1900.                                                                                  |
| 1904      | Charles Daumy                    |                       | Le 5 novembre 1904. |
| 1910      | Ferdinand Brunot                 |                       | Le 4 août 1910 jusqu'en 1919. Un square porte son nom.                                                                          |
| 1919-1983 | A compléter                      | …                     | … |
| 1983      | Lionel Assouad                   | RPR                   | Élu en 1983, 1989 et 1995. Un jardin porte son nom.                                                                             |
| 2001      | Pierre Castagnou                 | PS                    | Élu en 2001 et 2008. Décédé le 24 février 2009. Une rue porte son nom.                                                          |
| 2009      | Pascal Cherki                    | PS                    | Élu en 2009 après le décès de Pierre Castagnou. Député de la 11e circonscription de Paris (XIVe législature).                   |
| 2014      | Carine Petit                     | PS puis G•s puis EELV | Élue en 2014. Réélue en 2020 |

Du 26 mars au 23 mai 1871, Alfred Billioray, Baptiste Descamps et Jules Martelet, élus à la Commune de Paris, ont fait office de maires.

### Conseillers de Paris au titre du14earrondissement
Le quatorzième arrondissement envoie dix élus au Conseil de Paris. Depuis juin 2020, ceux-ci sont :
- au titre de la liste d'Union de la gauche : Carine Petit, Florentin Letissier, Célia Blauel, Pierre Rabadan, Olivia Polski, Maxime Cochard, Geneviève Lardy Woringer et Hermano Sanches Ruivo.
- au titre de la liste d'Union de la droite : Marie-Claire Carrère-Gée et Patrick Viry.

### Circonscriptions législatives
L'arrondissement compte depuis 2012 deux circonscriptions :
- La dixième circonscription de Paris correspond au sud de l'arrondissement et elle inclut une partie du 13e arrondissement, ainsi que la portion des quartiers du Parc-de-Montsouris, du Petit-Montrouge et de Plaisance située au sud de l'axe des voies suivantes : avenue Reille, rue Beaunier, rue de Coulmiers, rue Auguste-Cain, rue des Plantes et rue d'Alésia.
  - De 2012 à 2017, le député de la circonscription fut Denis Baupin (EÉLV).
  - Depuis 2017, la députée de la circonscription est Anne-Christine Lang (LREM).

- La onzième circonscription de Paris correspond au nord de l'arrondissement et elle inclut une partie du 6e arrondissement, ainsi que le quartier du Montparnasse et la portion des quartiers du Parc-de-Montsouris, du Petit-Montrouge et de Plaisance située au nord de l'axe des voies suivantes : avenue Reille, rue Beaunier, rue de Coulmiers, rue Auguste-Cain, rue des Plantes et rue d'Alésia.
  - De 2012 à 2017, le député de la circonscription fut Pascal Cherki (PS).
  - Depuis 2017, la députée de la circonscription est Marielle de Sarnez (MoDem), décédée le 13 janvier 2021.

### Tendances et résultats
| Scrutin             | Scrutin             | 1er tour | 1er tour | 1er tour | 1er tour | 1er tour  | 1er tour | 1er tour | 1er tour | 1er tour | 1er tour | 1er tour | 1er tour | 2d tour | 2d tour | 2d tour | 2d tour | 2d tour | 2d tour |
| Scrutin             | Scrutin             | 1er      | 1er      | %        | 2e       | 2e        | %        | 3e       | 3e       | %        | 4e       | 4e       | %        | 1er     | 1er     | %       | 2e      | 2e      | %       |
| ------------------- | ------------------- | -------- | -------- | -------- | -------- | --------- | -------- | -------- | -------- | -------- | -------- | -------- | -------- | ------- | ------- | ------- | ------- | ------- | ------- |
| Présidentielle 2017 | Présidentielle 2017 |          | EM       | 37,19    |          | LR        | 22,28    |          | LFI      | 19,27    |          | PS       | 11,52    |         | EM      | 89,47   |         | FN      | 10,53   |
| Présidentielle 2022 | Présidentielle 2022 |          | LREM     | 35,05    |          | LFI       | 30,07    |          | EELV     | 8,55     |          | REC      | 6,67     |         | LREM    | 84,69   |         | RN      | 15,31   |
| Législatives 2022   | 11e                 |          | PS-Nupes | 41,52    |          | MoDem-Ens | 35,16    |          | LR       | 10,29    |          | REC      | 4,73     |         | MoDem   | 51,06   |         | PS      | 48,94   |
| Législatives 2024   | 11e                 |          | PS-NFP   | 48,06    |          | MoDem-Ens | 31,67    |          | RN       | 9,85     |          | LR       | 6,16     |         | PS      | 55,24   |         | MoDem   | 44,76   |

## Population et société

### Démographie
En 2006, l'arrondissement était peuplé de 134 370 habitants sur 564 hectares, soit 23 824 hab./km2.
Évolution démographique
| Année (recensement national) | Population | Densité (hab. par km2) |
| ---------------------------- | ---------- | ---------------------- |
| 1861                         | 52 594     |                        |
| 1866                         | 65 506     |                        |
| 1872                         | 69 111     |                        |
| 1954 (pic de population)     | 181 414    | 32 274                 |
| 1962                         | 178 149    | 31 693                 |
| 1968                         | 167 093    | 29 727                 |
| 1975                         | 149 137    | 26 532                 |
| 1982                         | 138 596    | 24 657                 |
| 1990                         | 136 574    | 24 297                 |
| 1999                         | 132 844    | 23 554                 |
| 2006                         | 134 370    | 23 824                 |
| 2011                         | 140 317    | 24 879                 |
| 2017                         | 136 941    | 24 280                 |

Repartition de la population par quartier

Les quartiers du 14e arrondissement.

- Population du quartier du Montparnasse (superficie : 112,6 hectares[23])

| Année | Population | Densité (hab. par km²) | Croissance annuelle depuis le dernier recensement |
| ----- | ---------- | ---------------------- | ------------------------------------------------- |
| 1861  | 9 877      |                        | création                                          |
|       |            |                        |                                                   |

- Population du quartier du Parc-de-Montsouris (superficie : 135,7 hectares)

| Année | Population | Densité (hab. par km²) | Croissance annuelle depuis le dernier recensement |
| ----- | ---------- | ---------------------- | ------------------------------------------------- |
| 1861  | 1 385      |                        | création                                          |
|       |            |                        |                                                   |

- Population du quartier du Petit-Montrouge (superficie : 134,6 hectares)

| Année | Population | Densité (hab. par km²) | Croissance annuelle depuis le dernier recensement |
| ----- | ---------- | ---------------------- | ------------------------------------------------- |
| 1861  | 8 419      |                        | création                                          |
|       |            |                        |                                                   |

- Population du quartier de Plaisance (superficie : 178,5 hectares)

| Année | Population | Densité (hab. par km²) | Croissance annuelle depuis le dernier recensement |
| ----- | ---------- | ---------------------- | ------------------------------------------------- |
| 1861  | 12 484     |                        | création                                          |
|       |            |                        |                                                   |

### Enseignement
- École Camondo
- École d'économie de Paris
- École spéciale d'architecture
- École supérieure du travail social
- Institut supérieur des Arts appliqués
- École de puériculture

### Santé
Le 14e est un arrondissement doté de nombreux établissements hospitaliers, parmi lesquels :
- Centre hospitalier Sainte-Anne
- Hôpital Broussais
- Hôpital Cochin
- Hôpital La Rochefoucauld
- Hôpital Notre-Dame-de-Bon-Secours
- Hôpital Saint-Joseph
- Hôpital Saint-Vincent-de-Paul
- Institut mutualiste Montsouris
- Hôpital Léopold-Bellan

### Sociologie
Selon l'étude de 2019 l'Institut Paris Région consacrée aux évolutions sociologiques de la région Île-de-France entre 2001 et 2015, le quatorzième arrondissement de Paris pouvait être classé parmi les "espaces urbains mixtes du centre, plutôt aisés". Selon l'INSEE, l'arrondissement fait partie des arrondissement parisiens "majoritairement habités par des populations de cadres, tout en comportant des enclaves de pauvreté".

## Économie

### Revenus de la population et fiscalité
En 2011, le revenu fiscal médian par ménage était de 34 554 €, ce qui place le 14e arrondissement au 13e rang parmi les 20 arrondissements de Paris.
En 2020, la médiane du revenu disponible par unité de consommation était de 28 730€. Elle était supérieure à la moyenne française (22 320€) et à la moyenne régionale de l'Île-de-France (24 490€). Elle était proche de la moyenne parisienne (28 790€).

## Culture et patrimoine

### Lieux et monuments, sites particuliers
- Catacombes de Paris
- Cimetière du Montparnasse

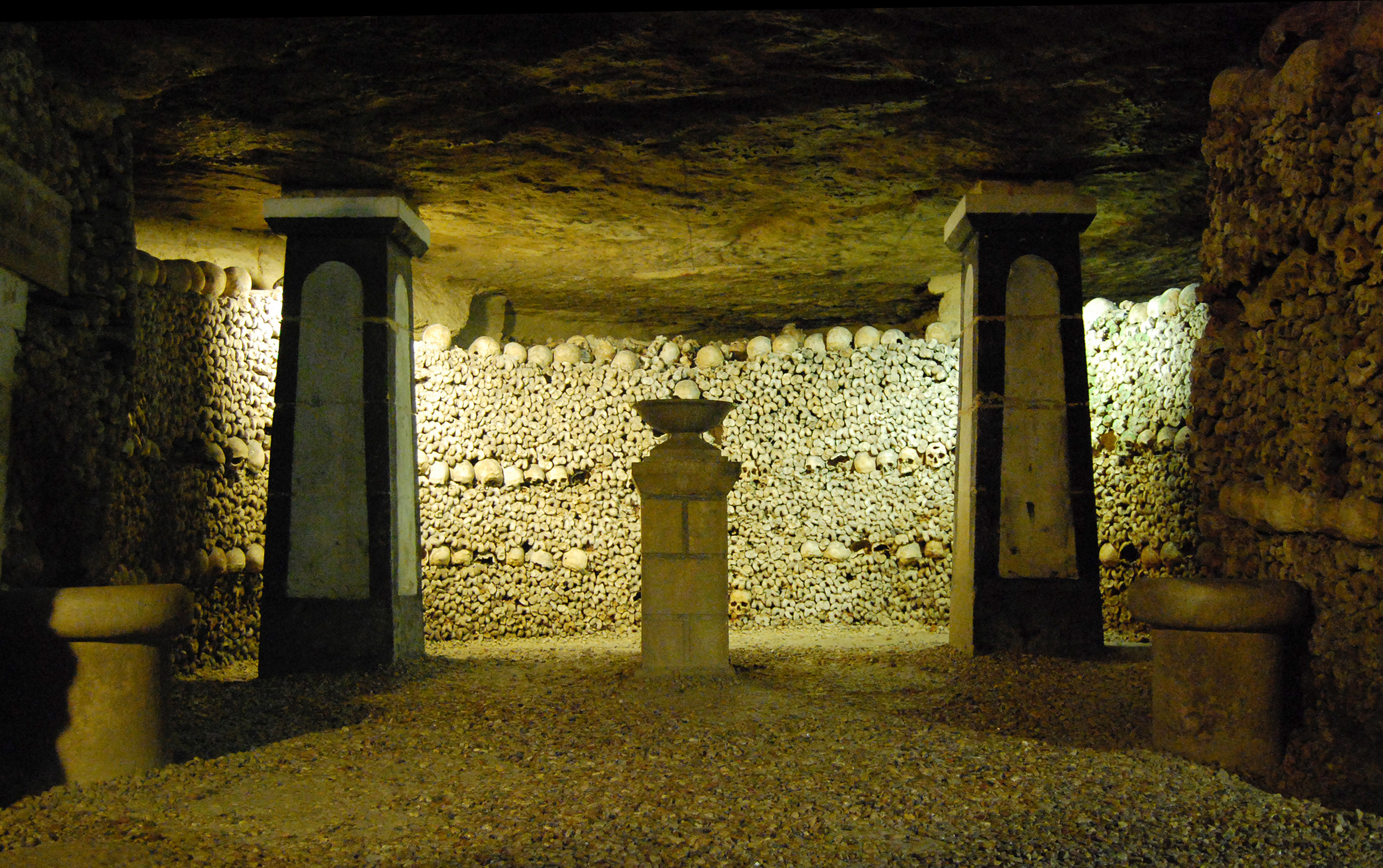
Catacombes.

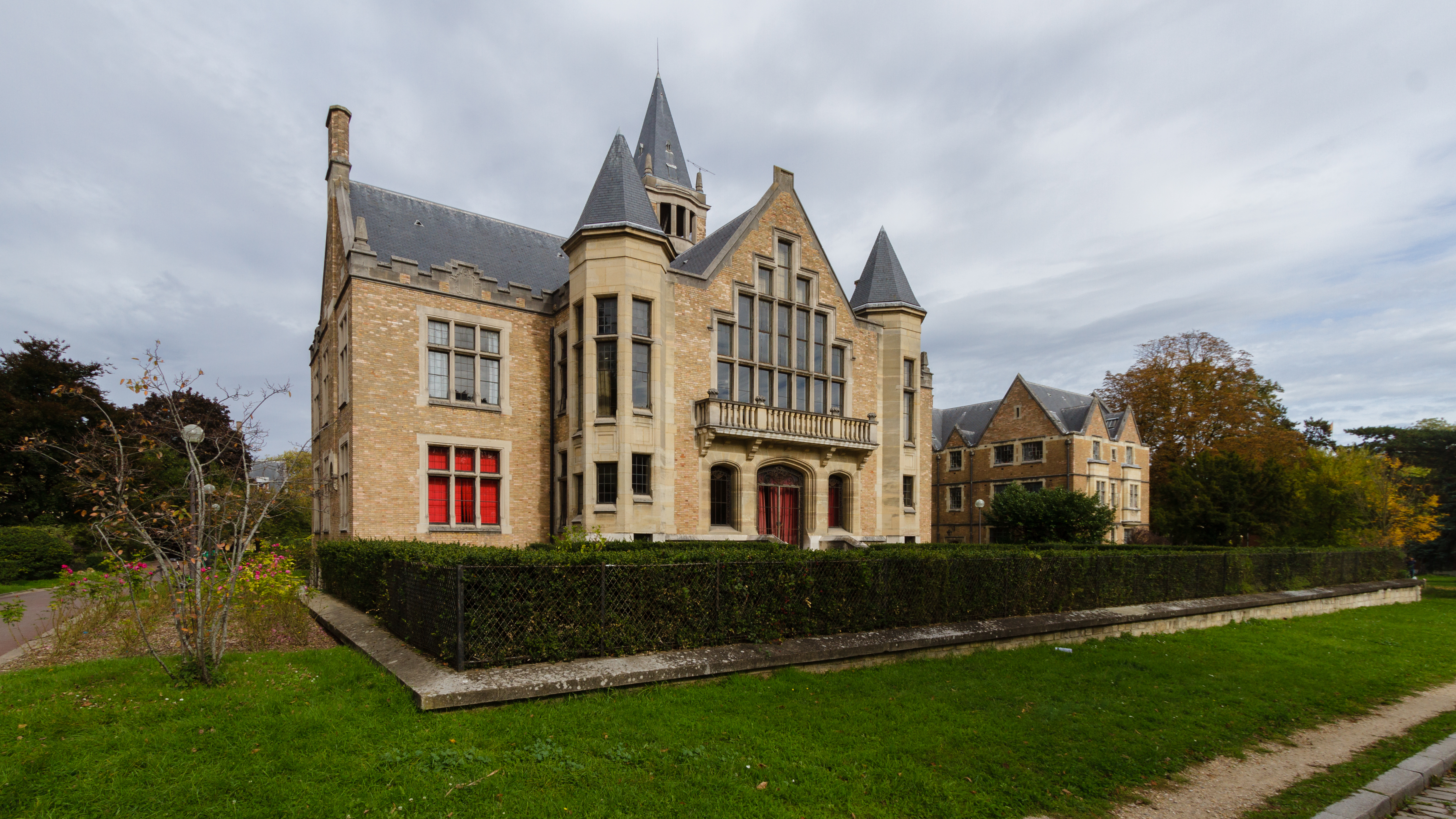
Cité universitaire.

- Chapelles Sainte-Jeanne-d'Arc de Paris, Saint-Yves, de l'hôpital Sainte-Anne, du couvent Saint-François
- Cité internationale universitaire de Paris
- Églises Notre-Dame-du-Rosaire, Notre-Dame-du-Travail, Saint-Dominique, Saint-Pierre-de-Montrouge
- Temple protestant de Montparnasse-Plaisance
- La Closerie des Lilas, Le Dôme, La Rotonde, Le Select et La Coupole, célèbres brasseries et restaurants situés boulevard du Montparnasse
- Observatoire de Paris
- Statue réplique du Lion de Belfort, sur la place Denfert-Rochereau
- Statue de Michel Servet, dans le square de l'Aspirant-Dunand
- Prison de la Santé
- Marché aux puces de la porte de Vanves

### Cinémas et théâtres

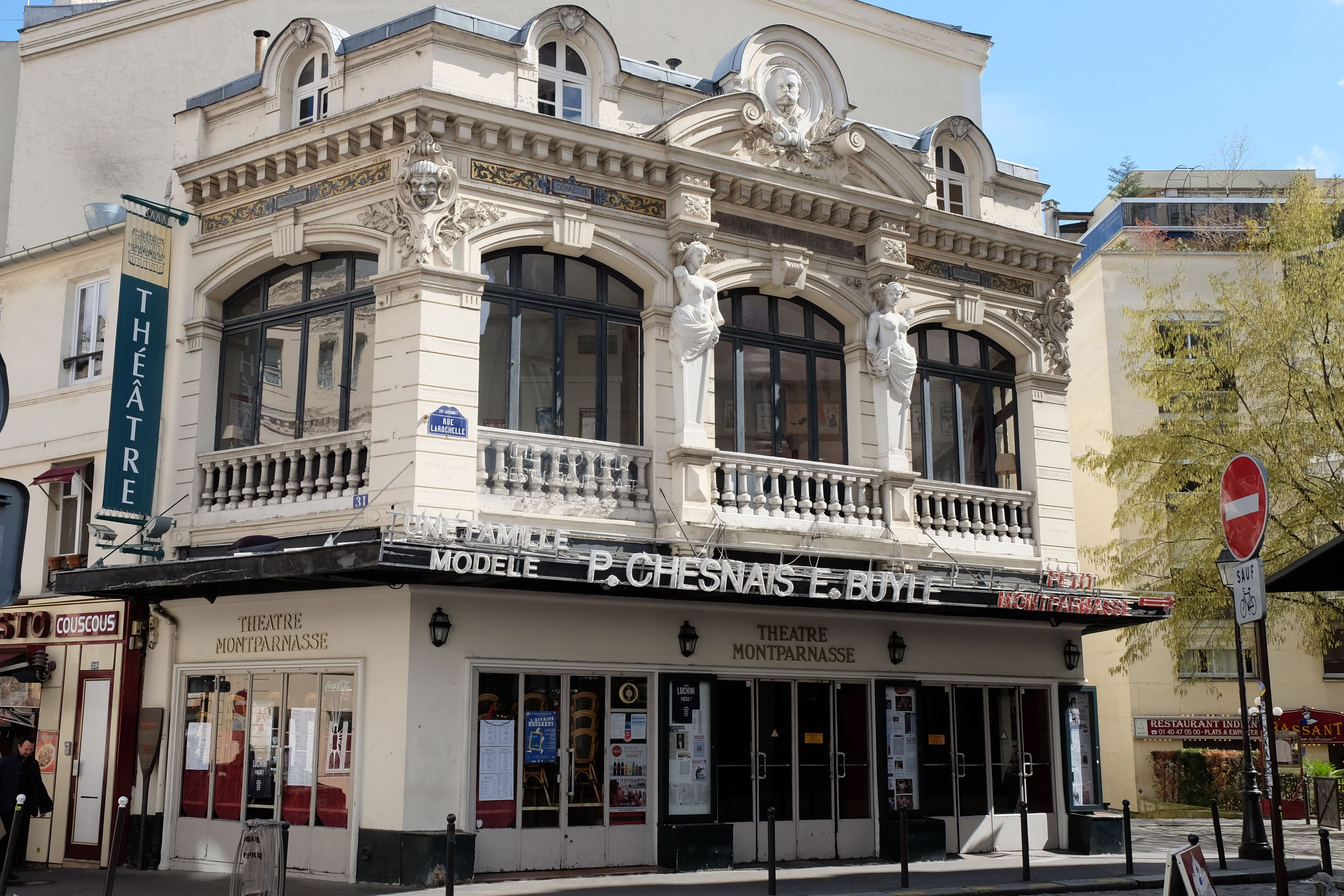
Théâtre Montparnasse.

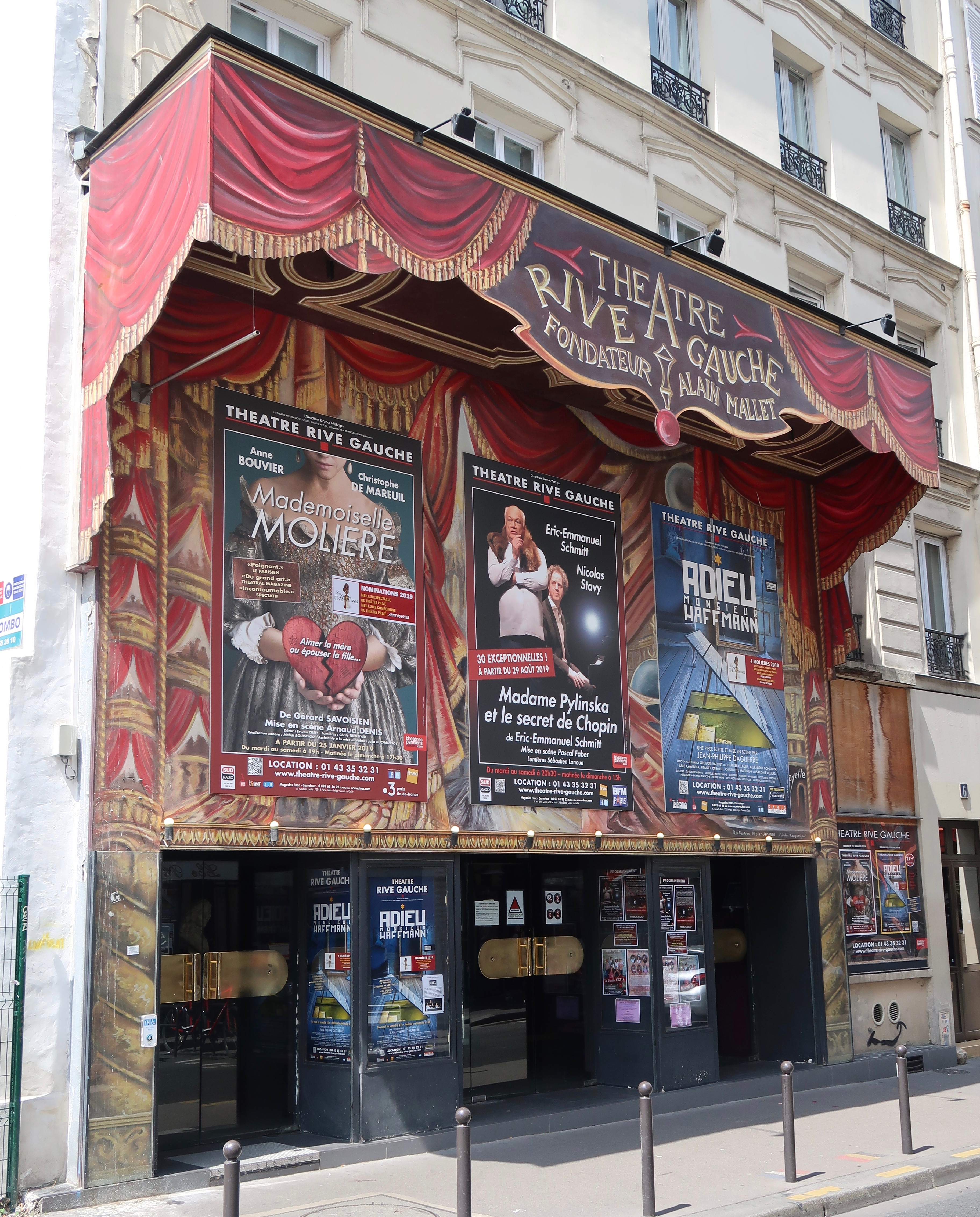
Théâtre Rive Gauche.

Le 14e est un arrondissement bien doté en cinémas et théâtres. Il dispose également d'un conservatoire: le Conservatoire du 14e Darius Milhaud.
- Le Pathé Alésia, ouvert en 1921 sous la dénomination « Montrouge-Palace » par le producteur et distributeur de films Louis Aubert. La première salle, construite par l'architecte Marcel Oudin a été transformée plusieurs fois avant de céder définitivement la place à un nouveau complexe de cinéma en 2016[30].
- Le Pathé Parnasse, y compris les ex-Miramar et Montparnos
- Le Chaplin Denfert
- Le Gaumont Mistral
- Le Gaumont Montparnos
- Sept Parnassiens
- L'Entrepôt
- Théâtre Montparnasse
- Théâtre de la Gaîté-Montparnasse
- Le Guichet Montparnasse
- Théâtre Rive Gauche
- Théâtre 14 Jean-Marie Serreau
- Théâtre de la Cité internationale
- Théâtre de la Comédie Italienne
- La Cerisaie
- Bobino, le célèbre music-hall de la rue de la Gaîté, a été détruit en 1985.
- Le Majestic-Brune, cinéma aujourd'hui détruit que fréquentait Léo Malet, se situait à la porte de Vanves, à l'angle des rues Vercingétorix et Raymond-Losserand

### Musées
- Fondation Cartier pour l'art contemporain
- musée Lénine, fermé en 2007. Il se situait dans l'appartement qu'avait occupé Lénine au 4, rue Marie-Rose
- musée de la Libération de Paris - musée du Général Leclerc - musée Jean-Moulin

### Espaces verts

#### Parcs et jardins
- Jardin de l'Observatoire de Paris
- Parc Montsouris
- Jardin Atlantique
- Parc de la Cité internationale universitaire de Paris
- Square du Serment-de-Koufra
- Square de l'Abbé-Migne
- Square Jacques-Antoine - Espace canin
- Square Claude-Nicolas-Ledoux
- Square de l'Aspirant-Dunand
- Square Ferdinand-Brunot
- Jardin de l'Observatoire de Paris

#### Jardins partagés
- Jardin de l'Aqueduc, dans le jardin Marie-Thérèse Auffray, qui expose les vestiges romains de l'aqueduc de Lutèce[31]
- Square du Chanoine-Viollet
- Square Auguste-Renoir
- Jardin Françoise-Héritier
- Jardin Vert-Tige, rue de Coulmiers

## Transports

### Métro
- (Montparnasse - Bienvenüe, Vavin, Raspail, Denfert-Rochereau, Mouton-Duvernet, Alésia et Porte d'Orléans).
- (Montparnasse - Bienvenüe, Edgar Quinet, Raspail, Denfert-Rochereau et Saint-Jacques).
- (Montparnasse - Bienvenüe).
- (Montparnasse - Bienvenüe, Gaîté, Pernety, Plaisance et Porte de Vanves).

### Tramway
- (Porte de Vanves, Didot, Jean Moulin, Porte d'Orléans, Montsouris, Cité universitaire).

### Réseau Express Régional
- Denfert-Rochereau et Cité Universitaire.

### Transilien
- Paris-Montparnasse.

### Petite Ceinture
Sur l'ancienne ligne de Petite Ceinture deux gares desservant l'arrondissement sont mises en service en 1867 :
1. Montrouge-Ceinture (désaffectée en 1934, transformée en café-restaurant en 2019) ;
2. Ouest-Ceinture (désaffectée en 1986), sur deux niveaux au chevauchement de la ligne de Petite Ceinture par les lignes de la compagnie de l'Ouest reliant la gare Montparnasse .

## Quartiers administratifs
Quartiers administratifs :
1. Quartier du Montparnasse (53e quartier de Paris)
2. Quartier du Parc-de-Montsouris (54e quartier de Paris)
3. Quartier du Petit-Montrouge (55e quartier de Paris)
4. Quartier de Plaisance (56e quartier de Paris)

## Personnalités liées à l'arrondissement

### Dans le domaine des beaux-arts
- Henri Rousseau, dit le douanier Rousseau (1844-1910), artiste peintre. Atelier au 44, rue Daguerre[réf. nécessaire]. De 1906 à 1910, date de sa mort, il occupe un logement et un atelier (disparus) au no 2 bis de l'ancienne rue Perrel[32].
- Paul Gauguin (1848-1903), peintre. Demeure chez son ami Schuffeneckers au 29, rue Boulard. Travailla dans un atelier situé à l'emplacement du 24, rue du Commandant-René-Mouchotte.
- Henri Matisse (1869-1954), artiste peintre. Atelier au 37 bis, villa d’Alésia.
- Georges Rouault (1871-1958), artiste peintre, graveur.
- Maurice de Vlaminck (1876-1958), artiste peintre.
- Kees van Dongen (1877-1968), artiste peintre.
- Umberto Brunelleschi (1879-1949), artiste peintre.
- Paul Klee (1879-1940), artiste peintre.
- Léopold Survage (1879-1968), artiste peintre
- André Derain (1880-1954), artiste peintre.
- Charles Martin-Sauvaigo (1881-1970), artiste peintre de la Marine, rue Boissonade puis 34, avenue du Parc-de-Montsouris (devenue avenue René-Coty).
- Pablo Picasso (1881-1973), artiste peintre.
- Roger Reboussin (1881-1965), artiste peintre.
- Édouard-Marcel Sandoz (1881-1971), sculpteur animalier. Demeure et atelier au 2 bis, villa d’Alésia (anciennement villa Parquet).Marie-Thérèse Auffray (1912-1990), artiste peintre et résistante du 14e arrondissement.

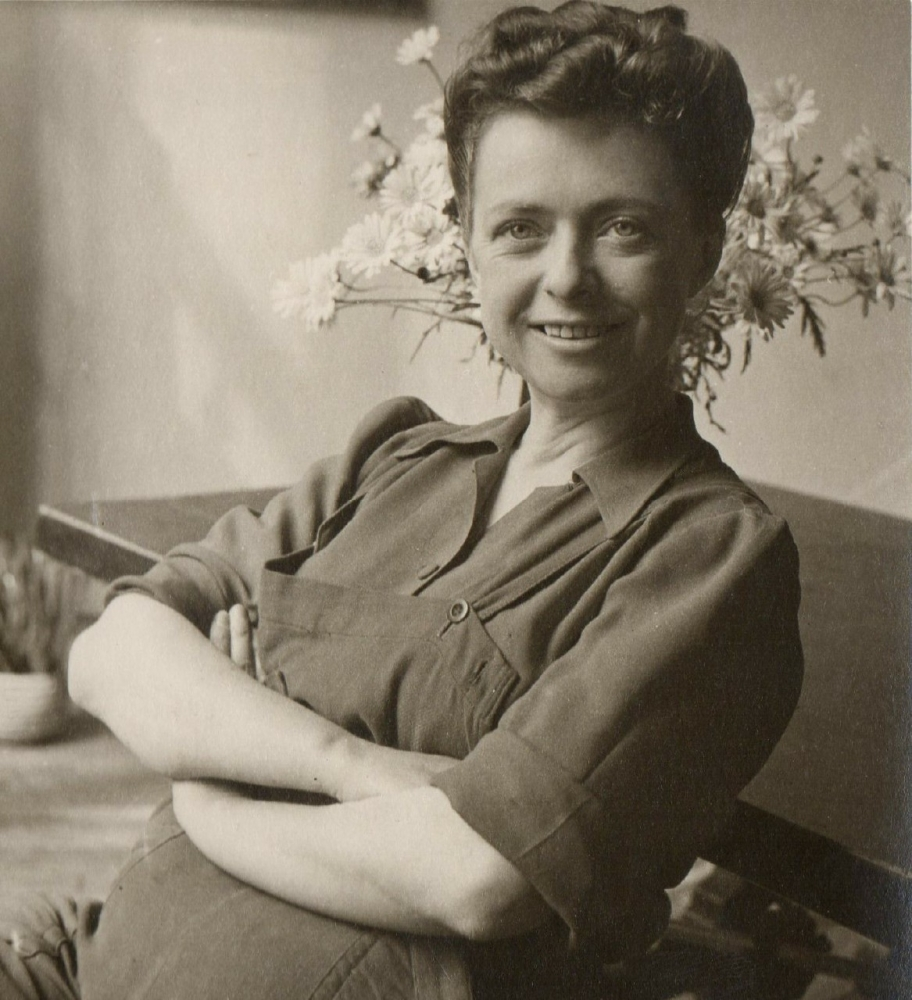
Marie-Thérèse Auffray (1912-1990), artiste peintre et résistante du 14e arrondissement.

- Georges Braque (1882-1963), artiste peintre.
- Maurice Utrillo (1883-1955), artiste peintre.
- Amedeo Modigliani (1884-1920), artiste peintre. Atelier au 3, rue Campagne-Première.
- André Dunoyer de Segonzac (1884-1974), artiste peintre.
- Diego Rivera (1886-1957), artiste peintre. Demeure au 52, avenue du Maine.
- Tsugouharu Foujita (1886-1968), artiste peintre, céramiste, photographe. Demeura en 1914 au 3, rue Vercingétorix, puis au 23, rue Campagne-Première.
- Alexandre Archipenko (1887-1964), sculpteur. Atelier au 77, avenue Denfert-Rochereau.
- Marc Chagall (1887-1985), artiste peintre.
- Juan Gris (1887-1927), artiste peintre
- Chana Orloff (1888-1968), sculptrice. Demeura au 7bis, Villa Seurat.
- Nicolas Eekman (1889-1973), artiste peintre, graveur et illustrateur néerlandais installé à Paris en 1921, ami de Piet Mondrian.
- Ossip Zadkine (1890-1927), sculpteur.
- Mary Reynolds (1891-1950), collectionneuse d’œuvres d’art, relieuse installe son atelier rue Hallé.
- Albert Lemasson (1892-1982), artiste peintre, et son épouse Marie-Louise Lebon-Desmottes (1902-1991), aquarelliste et relieuse d'art, emménagent au 11, rue du Commandeur.
- Chaïm Soutine (1893-1943), artiste peintre. Rue de l'Aude et, en 1937, demeure au 18, villa Seurat.
- Alexander Calder (1898-1976) sculpteur, artiste peintre. Atelier au 22, rue Daguerre, puis au 7, rue Cels.
- Tamara de Lempicka (1898-1980), artiste peintre, habitait et travaillait au 7, rue Méchain.
- Georgette Dupouy (1901-1992), artiste peintre.
- Alberto Giacometti (1901-1966), sculpteur, artiste peintre, dessinateur. A travaillé dans l'atelier situé au 46, rue Hippolyte-Maindron de 1926 à sa mort.
- Kiki de Montparnasse (1901-1953), modèle.
- Yvonne Ziegler (1902-1988), artiste peintre, résistante. Avait son atelier au 43, rue Boissonnade.
- Marcel Chassard (1907-1997), artiste peintre et lithographe, né impasse du Rouet.
- Jean Couy (1910-1973), artiste peintre et graveur.
- Marie-Thérèse Auffray (1912-1990), artiste peintre et résistante, avait son atelier rue Gazan.
- José Charlet (1916-1993), architecte, artiste peintre, sculpteur et graveur, vécut au 37, rue Henri-Barbusse.
- Jean Legros (1917-1981), artiste peintre né et ayant vécu sa jeunesse rue des Plantes avant de s'installer au 83, rue Daguerre.
- André Vignoles (1920-2017), artiste peintre, vécut au 58, rue Daguerre.
- Alain Métayer (1926-2010), sculpteur, premier grand prix de Rome en 1953.
- Roger Amand (1931-2005), artiste peintre.
- Michèle Battut (1946-), artiste peintre, lithographe et sculptrice française.

### Dans le domaine des lettres et des arts graphiques
- Paul Fort (1872-1960), poète. Demeure au 24, rue Boissonade.
- Max Jacob (1876-1944), poète, romancier.
- Guillaume Apollinaire (1880-1918), écrivain, poète.
- Blaise Cendrars (1887-1961), écrivain. Vit en 1937 dans la maison du 18, villa Seurat.
- Rémy Dumoncel (1888-1945), éditeur et résistant.
- Jean Cocteau (1889-1963), poète.
- Eva Kotchever (1891-1943), écrivaine américaine assassinée à Auschwitz, fréquente le quartier du Montparnasse lors de son séjour à Paris[33].
- Henry Miller (1891-1980), écrivain. Demeure au 18, villa Seurat.
- Antonin Artaud (1896-1948) théoricien du théâtre, acteur, écrivain, essayiste, dessinateur et poète français. Demeure au 21, rue Daguerre, chez ses amis Annie Besnard et René Thomas.
- André Breton (1896-1966), poète, écrivain. 35, rue Delambre.
- Ernest Hemingway (1899-1961), écrivain.
- Raymond Radiguet (1903-1923), écrivain.
- Henri Calet (1904-1956), écrivain. Habite rue de la Sablière et décrit l'arrondissement dans Le Tout sur le tout.
- Alfred Péron (1904-1945), écrivain, enseignant et résistant. 69, rue de la Tombe-Issoire.
- Roger Gilbert-Lecomte, poète, fondateur de la revue Le Grand Jeu, vit les dernières années de sa vie rue au 16 bis, rue Bardinet, et meurt à l'hôpital Broussais.
- Simone de Beauvoir (1908-1986), philosophe, romancière, épistolière, mémorialiste et essayiste française.[réf. nécessaire]
- René Daumal (1908-1944), poète, meurt au 1, rue Monticelli.
- Lawrence Durrell (1912-1990), écrivain.
- Geneviève Callerot (1916-2025), romancière agricultrice française. Née dans l'arrondissement
- Françoise d'Eaubonne (1920-2005), essayiste et romancière. Vit ses derniers jours au 57, rue du Montparnasse.
- François Cavanna (1923-2014), écrivain et journaliste, né dans l'arrondissement.
- Anaïs Nin (1933-1977), écrivain. Demeure au 18, villa Seurat.
- Marcel Gotlieb dit Gotlib (1934-2016), dessinateur et scénariste de BD, né dans l'arrondissement.
- Monique Wittig (1935-2003), romancière et philosophe, théoricienne.
- Yann Queffélec (1949-), écrivain, ancien élève du lycée François-Villon.
- André Comte-Sponville (1952-), philosophe, ancien élève du lycée François-Villon.
- Serge Venturini (1955-), poète-philosophe français[34].
- Violaine Vanoyeke (1956-) écrivaine. Née dans l'arrondissement[réf. nécessaire].

### Dans le domaine de la musique
- Georgius (1891-1970), chanteur, chansonnier, comédien, directeur artistique et écrivain, mort dans l'arrondissement .
- Atahualpa Yupanqui (1908-1992), auteur, compositeur, chanteur et guitariste argentin, habite l'arrondissement de 1968 à 1992, rue Cassini, puis rue Raymond-Losserand à partir de 1971.
- Jean-Roger Caussimon (1918-1985), auteur-compositeur-interprète et acteur, né dans l'arrondissement.
- Georges Brassens (1921-1981), poète, auteur-compositeur-interprète, habite l'arrondissement de 1940 à 1966, rue d'Alésia, puis impasse Florimont à partir de 1944.
- Serge Gainsbourg (1928-1991), auteur-compositeur-interprète enterré au cimetière du Montparnasse.
- Pierre Barouh (1934-2016), auteur-compositeur-interprète, également acteur et producteur de musique, mort dans l'arrondissement.
- Danyel Gérard (1939-), auteur-compositeur et interprète, né dans l'arrondissement.
- Gérard Rinaldi (1943-2012), chanteur et comédien, né dans l'arrondissement.
- Alain Bashung (1947-2009) Auteur-compositeur-interprète, né et mort dans l'arrondissement.
- Michel Jonasz (1947-), auteur-compositeur-interprète, ancien élève du lycée François-Villon.
- Nicolas Peyrac (1949-), auteur-compositeur-interprète et romancier, né dans l'arrondissement.
- Jean-Jacques Goldman (1951-), auteur-compositeur-interprète, ancien élève du lycée François-Villon.
- Renaud (1952-), auteur-compositeur-interprète. Dans son enfance, demeure chez ses grands-parents, rue Monticelli.
- Didier Barbelivien (1954-), auteur-compositeur-interprète, né dans l'arrondissement.
- Patrick Bruel (1959-), chanteur, ancien élève du lycée François-Villon.
- Emmanuelle Mottaz (1963-2023), chanteuse et scénariste, née dans l'arrondissement.
- Philippe Katerine[35] (1968-), auteur-compositeur-interprète, également acteur, réalisateur, dessinateur et écrivain, habitant de l'arrondissement.
- Guizmo (1972-), auteur-compositeur-interprète et musicien, membre du groupe Tryo, né dans l’arrondissement.
- Abd al Malik (1975-), rappeur, slammeur et compositeur, né dans l'arrondissement.
- Alpha Wann (1989-), rappeur, auteur et interprète, né dans l'arrondissement.
- Népal (1990-2019), rappeur, auteur-compositeur-interprète, né dans l'arrondissement.
- Lomepal (1991-), rappeur, auteur et interprète, né dans l'arrondissement.
- Clara Ysé (1992-), chanteuse et romancière, née dans l'arrondissement.
- PLK (1997-) rappeur, auteur et interprète français, né dans l'arrondissement.

### Dans le domaine du spectacle, de la photo et du cinéma
- Man Ray (1890-1976), peintre, photographe et cinéaste inhumé au cimetière du Montparnasse.
- Renélys[source insuffisante] (1913-1991), illusionniste.
- Michel Audiard (1920-1985), cinéaste et dialoguiste né au 2, rue Brézin. Une place du quartier du Petit-Montrouge porte son nom.
- Jacques Morel (1922-2008), acteur né dans l'arrondissement.
- François Chaumette (1923-1996), acteur né dans l'arrondissement.
- Maria Pacôme (1923-2018), actrice née dans l'arrondissement.
- Claude Piéplu (1923-2006), acteur né dans l'arrondissement.
- Claude Sautet (1924-2000), scénariste et réalisateur mort dans l'arrondissement.
- Jacques Fabbricotti dit Jacques Fabbri (1925-1997), acteur et metteur en scène né dans l'arrondissement.
- Zizi Jeanmaire (1924-2020), meneuse de revue, chanteuse et comédienne née dans l'arrondissement.
- Agnès Varda (1928-2019), réalisatrice du téléfilm Daguerréotypes (1975), chronique de la rue Daguerre à Paris, 14e.
- Jean Rochefort (1930-2017), acteur mort à l'hôpital Saint-Joseph.
- Jacques Demy (1931-1990), cinéaste mort dans l'arrondissement. Une place du quartier du Petit-Montrouge porte son nom.
- Jacques Balutin (1936-), acteur né au 126, boulevard de Port-Royal.
- Gilles Caron (1939-1970), photographe, membre précoce de l'agence Gamma, demeurant au 7, rue Méchain.
- Philippe Léotard (1940-2001), acteur, poète et chanteur demeurant au 7, rue Méchain.
- Pierre Clémenti (1942-1999), acteur et réalisateur mort dans l'arrondissement.
- Dany Saval (1942-), actrice née dans l'arrondissement.
- Coluche (1944-1986), humoriste et comédien né rue des Plantes.
- Claire Nadeau (1945-), actrice née dans l'arrondissement.
- Patrick Dewaere (1947-1982), acteur demeurant de 1980 à sa mort au 25, impasse du Moulin-Vert.
- Marianne Épin (1952-2012), actrice et metteuse en scène née dans l'arrondissement.
- Tatiana de Rosnay[source insuffisante] (1961-), écrivaine, journaliste et scénariste franco-britannique.
- Jean-Luc Delarue (1964-2012), animateur de télévision, ancien élève du lycée François-Villon.
- Matthieu Delormeau (1974-), animateur, chroniqueur et producteur de télévision né dans l'arrondissement.
- Laetitia Casta[source insuffisante] (1978-), actrice et mannequin.
- Pauline Delpech (1981-), actrice, femme de lettres et femme politique née dans l'arrondissement. Née Bidegaray, elle prend le nom de son beau-père, le chanteur Michel Delpech.
- Pierre Niney (1989-), acteur, passe son enfance dans l'arrondissement.
- Adèle Exarchopoulos (1993-), actrice née dans l'arrondissement.

### Dans le domaine des sports
- Octave Lapize (1887-1917), cycliste né dans l'arrondissement.
- Jean Robic (1921-1980), cycliste demeurant dans le quartier du Montparnasse puis au 68, rue Didot.
- Vincent Moscato (1965-), rugbyman né dans l'arrondissement.
- Amélie Oudéa-Castéra (1978-), joueuse de tennis puis femme politique française née dans l'arrondissement.
- Marvin Martin (1988-), footballeur né dans l'arrondissement.
- Tiémoué Bakayoko (1994-), footballeur né dans l'arrondissement.
- Thomas Secchi (1997-), footballeur né dans l'arrondissement.
- Tanguy Kouassi (2002-), footballeur né dans l'arrondissement.

### Dans d'autres domaines
- Jacques-Paul Migne (1800-1875), dit abbé Migne, prêtre catholique français, imprimeur, journaliste et éditeur, fondateur des Ateliers catholiques (vers 1836-1868) au Petit-Montrouge (alors dans la commune de Montrouge), annexé à Paris en 1860.
- Lénine (Vladimir Ilitch Oulianov) (1870-1924), révolutionnaire russe. Demeure au 4, rue Marie-Rose, puis au 24, rue Beaunier.
- Léon Trotski (1879-1940), révolutionnaire russe. Demeure au 36, rue Gassendi.
- Alfred Keller (1894-1986), prêtre catholique français, fondateur de la cité du Souvenir, rue Saint-Yves.
- Suzanne Leclézio (1898-1987), résistante française, demeurant au 43, rue Boissonade.
- Jean Moulin (1899-1943), préfet et résistant français[36]. Demeure au 26, rue des Plantes.
- Germaine Peyroles (1902-1979), avocate, résistante et l'une des premières femmes députées de la République française, morte dans l'arrondissement.
- Raymond Losserand (1903-1942), conseiller municipal PCF de l'arrondissement et résistant, habitant au 9, villa Deshayes. À la Libération, son nom est donné à l'ancienne rue de Vanves, une des plus importantes voies de l'arrondissement.
- Louise Losserand (1904-1991), résistante française, épouse de Raymond Losserand.
- Missak Manouchian (1906-1944), poète, militant communiste et résistant. Habite au 80, rue Vercingétorix, de 1925 à 1929.
- Germaine Lelièvre (1911-1945), résistante française, née dans l'arrondissement.
- Lucie Aubrac (1912-2007), résistante française communiste à l'occupation allemande et au régime de Vichy, née dans l'arrondissement.
- Soledad Estorach Esterri (1915-1993), fondatrice du mouvement libertaire Mujeres Libres (Femmes Libres), pionnière des droits des femmes, morte dans l'arrondissement.
- Roger Schandalow (1915-2002), survivant de la Shoah évadé du convoi n° 62 pour le camp d'Auschwitz, mort dans l'arrondissement.
- Stéphane Hessel (1917-2013), diplomate, écrivain et militant politique, né dans l'arrondissement.
- Lucien Legros (1924-1943), un des cinq martyrs du lycée Buffon, lycéen, résistant[36]. Demeure au 26, rue des Plantes.
- Jacques Rigaud (1932-2012), haut fonctionnaire, mort dans l'arrondissement
- Michel Winock (1937-), historien, professeur, éditeur, né dans l'arrondissement.
- Michel Larive (1966-), député de La France insoumise, né dans l'arrondissement.
- Natacha Polony (1975-), journaliste et essayiste française, née dans l'arrondissement.
- Sarah Legrain (1985-), députée de La France insoumise, née dans l'arrondissement.